# 111 (număr)
111 (o sută unsprezece) este numărul natural care urmează după 110 și precede pe 112 într-un șir crescător de numere naturale.

## În matematică
111:
- Este un număr semiprim.[1][2]
- Este un număr perfect totient.[3][4]
- Este un număr nonagonal.[5][6]
- Este un număr harshad.[7][8]
- Este un număr repdigit[9] și repunit.[10] Prin asta este și un număr palindromic.[11] Asta este valabil pentru toate secvențele de tip 11, 111, sau 1111, care sunt formate din repetări ale cifrei 1.
- Este un număr centrat endecagonal.[12][13]
- Deoarece este egal cu 3 × 37, toate tripletele (numere ca 222 sau 777) din baza 10 sunt de forma 3n × 37.
- În toate bazele de numerație tripletele sunt multipli de 111.
- În diferite baze de numerație poate fi un număr prim sau nu. Nu este prim în baza 10, dar este prim în baza 2, unde 1112 = 710. Este, de asemenea, prim în următoarele baze până la 128: 3, 5, 6, 8, 12, 14, 15, 17, 20, 21, 24, 27, 33, 38, 41, 50, 54, 57, 59, 62, 66, 69, 71, 75, 77, 78, 80, 89, 90, 99, 101, 105, 110, 111, 117, 119.[14]
- În baza 18 numărul 111 este 73 (= 34310), 18 este singura bază în care 111 este o putere perfectă.
- Cel mai mic pătrat magic în care apar doar numere prime are constanta magică 111.

| 31 | 73 | 7  |
| 13 | 37 | 61 |
| 67 | 1  | 43 |

- Un pătrat magic 6 × 6 în care apar numerele de la 1 la 36 are, de asemenea, constanta magică 111. Pătratul are această constantă magică deoarece 1 + 2 + 3 + ... + 34 + 35 + 36 = 666, iar 666 / 6 = 111.

| 1  | 11 | 31 | 29 | 19 | 20 |
| 2  | 22 | 24 | 25 | 8  | 30 |
| 3  | 33 | 26 | 23 | 17 | 9  |
| 34 | 27 | 10 | 12 | 21 | 7  |
| 35 | 14 | 15 | 16 | 18 | 13 |
| 36 | 4  | 5  | 6  | 28 | 32 |

- Este și constanta magică în problema damelor pe table 6 × 6.[15]

## În știință
- Este numărul atomic al roentgeniului.
- Componenta chimică 1,1,1-tricloroetan (metilcloroform) este o hidrocarbură clorurată care a fost folosită în industrie ca solvent sub numele „Solvent 111”.

### În astronomie
- 111 Ate este un asteroid din centura principală.

## În alte domenii
111 se poate referi la:
- Numărul de apel de urgență în Noua Zeelandă.
- NHS 111, un număr de apel pentru asistență medicală în Anglia și Scoția.